# Autoroute A68
L’autoroute A 68 è un'autostrada francese che collega Tolosa (incrocio tra l'A61 e l'A62) a Marssac-sur-Tarn, poco prima di Albi, da dove è continuata dall'ultimo tratto della N88.